# パトリック・ラコフスキー
パトリック・ラコフスキー（Patrick Rakovsky 、1993年6月2日 - ）は、ドイツ・ノルトライン＝ヴェストファーレン州オルペ出身のサッカー選手。オレンジカウンティSC所属。ポジションは、ゴールキーパー。
チェコにルーツを持つ。

## 経歴
6歳の時に両親の祖国であるチェコの首都・プラハに移住。プラハに本拠地を置くクラブを転々した後、再びドイツに戻り14歳でシャルケ04の下部組織に入団。しかしトップチーム昇格はかなわず、1.FCニュルンベルクに加入。ここでめざましい活躍を見せ、2012年のフリッツ・ヴァルター・メダルU-19部門で銅メダルを獲得した。